# Louisiana Woman, Mississippi Man
| Оценки критиков | Оценки критиков |
| Источник        | Оценка          |
| --------------- | --------------- |
| AllMusic        | [ 1 ]           |

Louisiana Woman, Mississippi Man — третий совместный студийный альбом американских кантри-певцов Конвея Твитти и Лоретты Линн, выпущенный 9 июля 1973 года на лейбле MCA Records. Продюсером был Оуэн Брэдли.
После диска Lead Me On, вышедшего в 1972 году, это был третий из десяти альбомов, которые совместно выпустили Твитти и Линн, а сингл «Louisiana Woman, Mississippi Man» стал их третьим чарттоппером в кантри-чарте Hot Country Songs.

## История
Релиз диска состоялся 9 июля 1973 года на лейбле MCA Records.
Альбом получил положительные отзывы музыкальных критиков и интернет-изданий.
В обзоре, опубликованном в номере журнала Billboard от 21 июля 1973 года, говорится: «Каждый раз, когда они поют вместе, они создают ещё более лучшую музыку. Хорошая близкая гармония во всём. И снова отличный выбор песен под руководством старого мастера, Оуэна Брэдли, плюс его великолепное продюсирование. Эта команда отлично сочетается, и поклонники будут довольны результатами». В рецензии были отмечены «For Heaven’s Sake», «Easy on My Mind», «As Good as a Lonely Girl Can Be» и «What Are We Gonna Do About Us» в качестве лучших композиций на альбоме. В нём также была запись для дилеров, в которой говорилось, что «Несмотря на нелестное изображение мисс Линн на обложке, их полных поклонников — легион, и это могло бы превзойти всех остальных».
Журнал Cashbox опубликовал обзор в выпуске от 21 июля 1973 года, в котором говорилось: «Это супер-альбом от, возможно, величайшего кантри-дуэта, который когда-либо ходил в паре подходящих ботинок Тони Ламы. Что делает их великолепными, так это качество их вокала, проницательность и глубина чувств, которые они привносят в каждую песню (и в каждое слово, которое они поют), и разнообразие их материала. Каждая песня уникальна, и каждая из них выделяется своим достоинством. Никакого „сходства“. Лучшие версии, рекомендованные для радиотрансляции, включают: „Bye Bye Love“, „Living Together Alone“, „If You Touch Me“, „What Are We Gonna Do About Us“, „As Good as a Lonely Girl Can Be“ и, конечно, титульная песня».

## Список композиций
| №  | Название                           | Автор(ы)                                  | Дата записи   | Длительность |
| -- | ---------------------------------- | ----------------------------------------- | ------------- | ------------ |
| 1. | «Louisiana Woman, Mississippi Man» | Becki Bluefield Jim Owen                  | 6 марта 1973  | 2:29         |
| 2. | «For Heaven's Sake»                | Lorene Allen Frankie Fuller Maggie Vaughn | 7 марта 1973  | 2:38         |
| 3. | «Release Me»                       | Eddie Miller W.S. Stevenson               | 4 апреля 1973 | 2:56         |
| 4. | «You Lay So Easy on My Mind»       | Charles Fields Bobby G. Rice Donald Riis  | 4 апреля 1973 | 2:47         |
| 5. | «Our Conscience, You and Me»       | L.E. White                                | 5 апреля 1973 | 2:23         |
| 6. | «As Good as a Lonely Girl Can Be»  | Bobby Harden                              | 7 марта 1973  | 2:53         |

| №  | Название                         | Автор(ы)                                | Дата записи   | Длительность |
| -- | -------------------------------- | --------------------------------------- | ------------- | ------------ |
| 1. | «Bye Bye Love»                   | Felice Bryant Boudleaux Bryant          | 3 апреля 1973 | 2:54         |
| 2. | «Living Together Alone»          | Sandy Burnett Joe McClure               | 7 марта 1973  | 2:14         |
| 3. | «What Are We Gonna Do About Us?» | Conway Twitty                           | 4 апреля 1973 | 2:47         |
| 4. | «If You Touch Me»                | Joe Stampley Carmol Taylor Norro Wilson | 3 апреля 1973 | 2:08         |
| 5. | «Before Your Time»               | Tommy Markham Twitty                    | 3 апреля 1973 | 2:48         |

## Позиции в чартах

### Альбом
| Чарт (1973)                      | Высшая позиция |
| -------------------------------- | -------------- |
| США Hot Country LP’s (Billboard) | 1              |
| США Top LP’s (Billboard)         | 153            |

### Синглы
| Название                           | Год  | Высшая позиция | Высшая позиция |
| Название                           | Год  | US Country     | CAN Country    |
| ---------------------------------- | ---- | -------------- | -------------- |
| «Louisiana Woman, Mississippi Man» | 1973 | 1              | 1              |